# Karl Odermatt
Karl Odermatt (ur. 17 grudnia 1942 w Bernie) – piłkarz szwajcarski grający na pozycji ofensywnego pomocnika. W swojej karierze rozegrał 50 meczów w reprezentacji Szwajcarii i strzelił w nich 9 goli.

## Kariera klubowa
Swoją karierę piłkarską Odermatt rozpoczął w klubie Concordia Basel. W sezonie 1960/1961 zadebiutował w nim w szwajcarskiej pierwszej lidze i grał w nim do końca sezonu 1961/1962.
W 1962 roku Odermatt przeszedł do innego klubu z Bazylei, FC Basel. W swoim pierwszym sezonie w Basel zdobył Puchar Szwajcarii. Wraz z FC Basel wygrywał go jeszcze dwukrotnie w latach 1967 i 1975. Z FC Basel pięć razy wywalczył tytuł mistrza Szwajcarii (w latach 1967, 1969, 1970, 1972 i 1973) i zdobył Puchar Ligi Szwajcarskiej (1973). W 1973 roku został uznany Piłkarzem Roku w Szwajcarii.
W 1975 roku Odermatt przeszedł do BSC Young Boys. W sezonie 1976/1977 zdobył z nim Puchar Szwajcarii. W 1980 roku odszedł do FC Herzogenbuchsee, w którym zakończył swoją karierę.

## Kariera reprezentacyjna
W reprezentacji Szwajcarii Odermatt zadebiutował 5 czerwca 1963 roku w przegranym 1:8 towarzyskim meczu z Anglią, rozegranym w Bazylei. W 1966 roku był w kadrze Szwajcarii na Mistrzostwa Świata w Anglii. Na tym turnieju rozegrał jeden mecz, z RFN (0:5). W kadrze narodowej od 1963 do 1973 roku rozegrał 50 meczów i strzelił w nich 9 goli.